# Pyotr Shirshov
Pyotr Petrovich Shirshov (em russo:  Пётр Петрович Ширшов) (25 de dezembro de 1905 (O.S. 12 de dezembro), Ekaterinoslav - 17 de fevereiro de 1953, Moscou) foi um oceanógrafo soviético, hidrobiólogo, explorador polar, o primeiro ministro do Ministério da Frota Marítima da URSS, acadêmico (1939), e herói da União Soviética (1938).

## Biografia
Pyotr Shirshov se formou no Instituto de Educação Pública de Odessa em 1929. Em 1929–1932, ele foi pesquisador do Jardim Botânico da Academia Soviética de Ciências. Em 1932-1936, Pyotr Shirshov foi empregado como pesquisador no Instituto de Pesquisa do Ártico e Antártico (russo: Арктический и антарктический научно-исследовательский институт). Ele participou de várias expedições ao Ártico, incluindo as dos quebra-gelos Sibiryakov (1932) e Chelyuskin e uma estação de gelo à deriva no Pólo Norte-1 (1937-1938). Em 1942-1948, Pyotr Shirshov foi Comissário do Povo da Frota Marítima, mais tarde ministro do Ministério da Frota Marítima da URSS. Em 1946-1953, ele chefiou o Instituto de Oceanologia da Academia Soviética de Ciências, que ele mesmo estabeleceu. Em 1946-1950, Pyotr Shirshov presidiu o Comitê Científico do Oceano Pacífico.
Pyotr Shirshov é autor de vários trabalhos relacionados à sua pesquisa sobre o plâncton nas regiões polares. Ele é conhecido por ter provado a falácia da hipótese de que não há vida nas altas latitudes do Oceano Ártico. Pyotr Shirshov recebeu três Ordens de Lenin, quatro outras ordens e várias medalhas.